# Papageitaucher
Der Papageitaucher (Fratercula arctica) – auch Papageientaucher oder Puffin genannt – ist eine Vogelart aus der Familie der Alkenvögel (Alcidae). Die Art brütet in Erdhöhlen an und auf Klippen oder an deren Fuß im Nordatlantik sowie im westlichen Nordpolarmeer. Aufgrund der gebietsweise stark schrumpfenden Populationen stuft die IUCN den Papageitaucher seit 2015 als Vulnerable (gefährdet) ein.

## Merkmale

### Altvögel

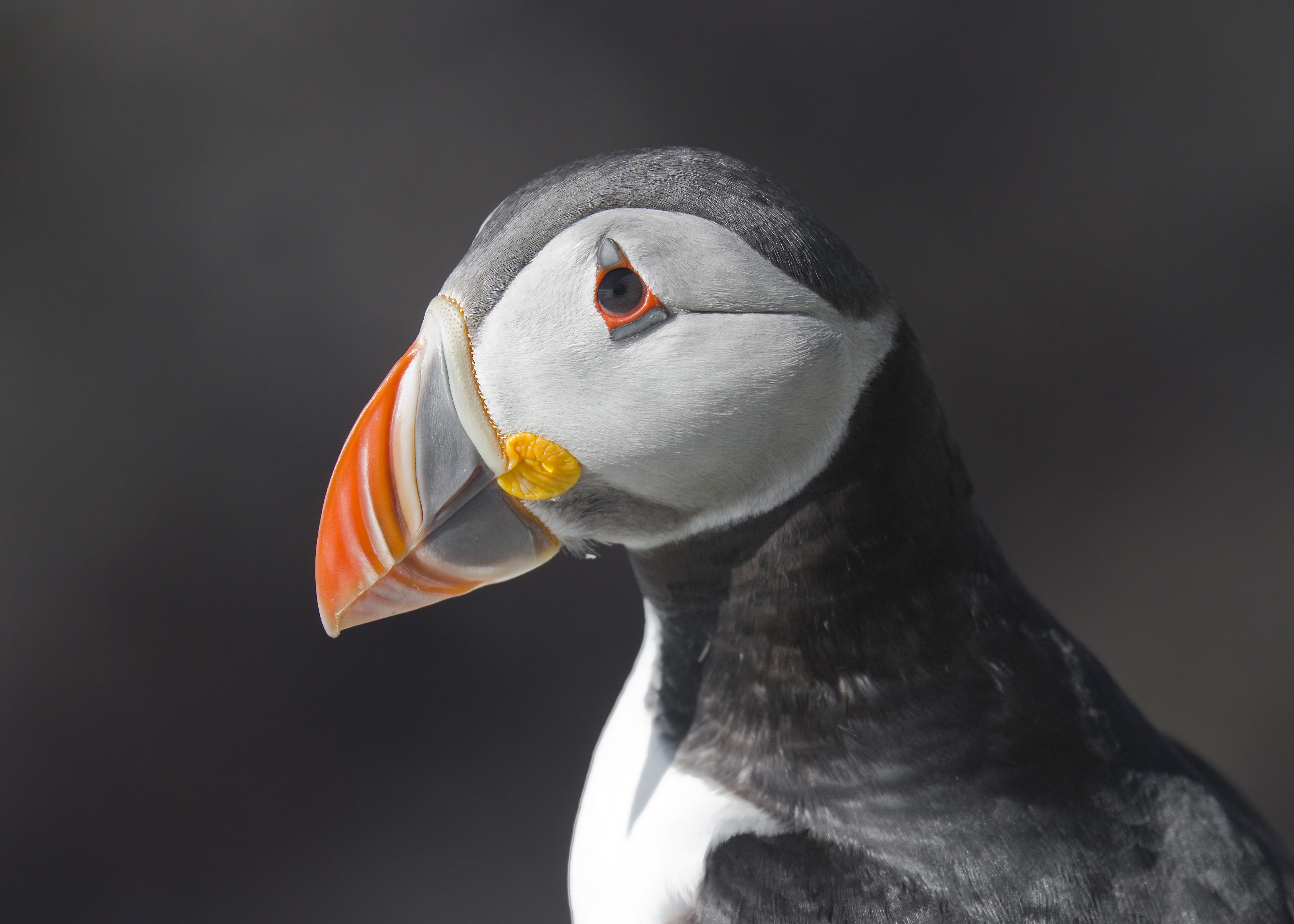
Porträtfoto

Mit einer Körperlänge von 28 bis 34 cm und einer Flügelspannweite von 50 bis 60 cm ist der Papageitaucher etwa so groß wie eine Haustaube. Männchen sind etwas größer und schwerer als Weibchen; so hatten auf der Insel Skomer vor Wales gefangene Männchen im Mittel eine Flügellänge von 159,9 mm und wogen im Mittel 391 g, Weibchen erreichten eine Flügellänge von 158,9 mm und ein Gewicht von 361 g.
Wie bei vielen Vertretern der Familie sind Brustband, Oberkopf, Rücken sowie die Oberseite der Flügel schwarz und die Unterseite des Rumpfes weiß. Eine diffus dunkelgraue Zone zieht sich seitlich vom hinteren Flügelansatz bis zum Beinansatz. Im Prachtkleid sind die Kopfseiten großflächig scharf abgesetzt weiß mit einem grauen Anflug. Dieses weiße Feld läuft zum Hinterkopf hin spitz aus. Unter dem Auge befindet sich ein rotes, wulstförmiges Hautgebilde, von dem sich eine feine, unbefiederte Linie fast gerade bis in die hintere Spitze des weißen Feldes zieht.
Der im Profil etwa dreieckige Schnabel ist extrem hoch, aber sehr schmal. Er zeigt im basalen Teil eine Umhüllung aus mehreren ornamentalen Horngebilden, die im Schlichtkleid fehlen. Der First und die distale Hälfte sind leuchtend hellrot und zeigen Querwülste und am Grund gelbliche Furchen; die Schnabelspitze ist oft ebenfalls gelblich. Die proximalen (basalen) Teile von Unter- und Oberschnabel sind grauviolett, diese Färbung ist durch einen gelben oder gelborangen Wulst von der distalen Rotfärbung abgesetzt. An der Basis des Oberschnabels befindet sich eine breite gelblich-violette Hornspange. Die Schnabelwülste sind vergrößert und gelborange. Das längliche Nasenloch befindet sich an der basalen Unterkante des Oberschnabels.
Die Iris ist variabel braun, graubraun oder weißlich. Die Beine sind leuchtend rot. In Europa ist die Art durch die weißen Kopfseiten und den großen, dreifarbigen Schnabel unverkennbar.

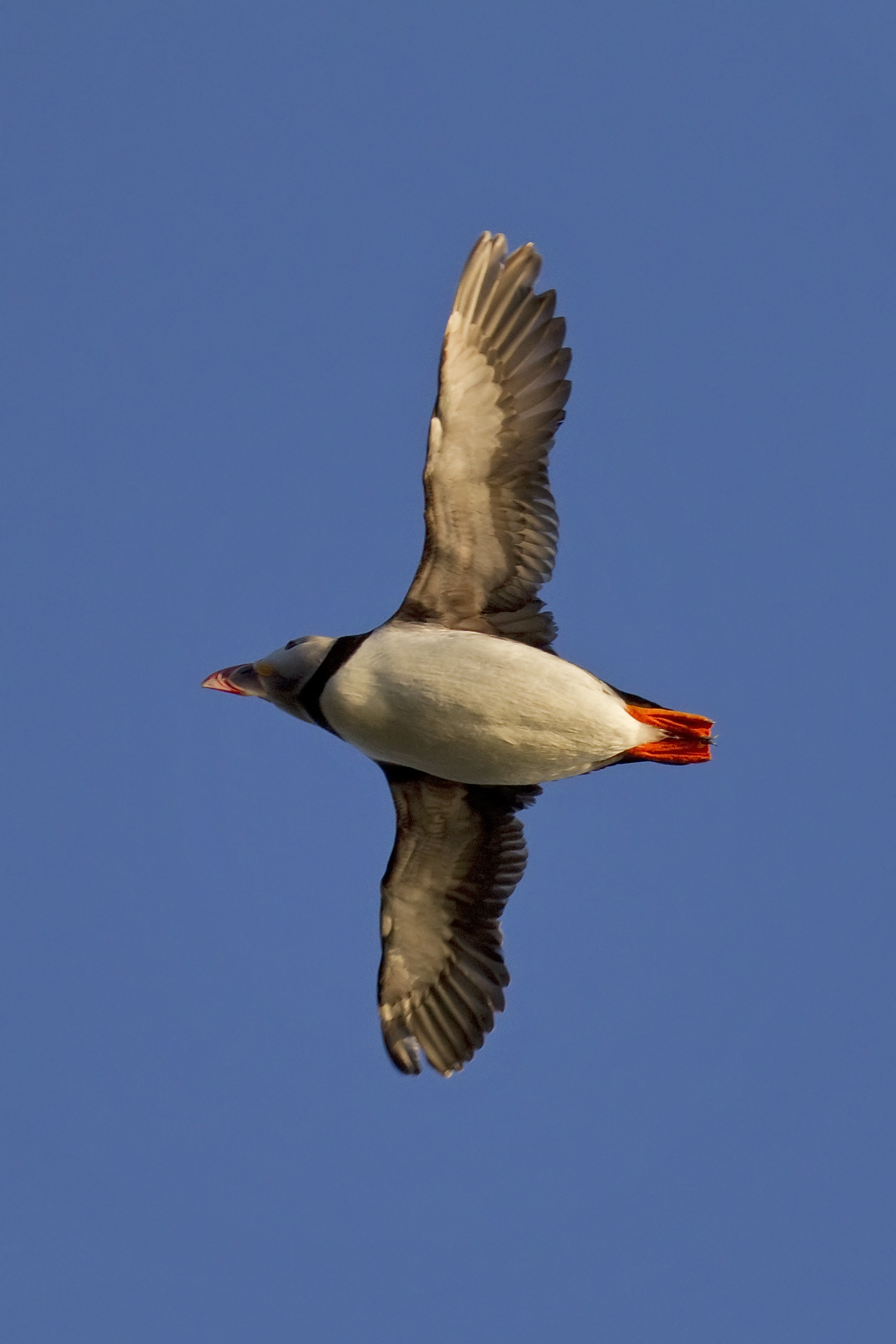
Fliegender Papageitaucher

Die kräftigen Farben des Schnabels sind im Schlichtkleid blass, ebenso wie die orangefarbenen Beine, die dann gelblich blass sind. Die Kopfseiten sind im Schlichtkleid grau. Die große, hornige Schnabelscheide wird zur Mauser abgeworfen und danach erneuert.
Ein Papageientaucher lebt in Freiheit etwa 20 Jahre. Das älteste bekannte Individuum wurde 36 Jahre alt. Die Altersbestimmung ist für die Forscher deshalb schwierig, weil Beringungen nach Jahren in Höhlen und im Salzwasser kaum lesbar sind.

### Jungvögel und Nestlinge
Jungvögel haben einen kleineren, dunkelgrauen Schnabel mit rötlichen Streifen und dunkelgrauer Augenregion. Nestlinge haben anfangs um die Augen kurze, hellgraue Dunen, die später länger und schwärzlich braun werden. Die Dunen auf der Körperoberseite sind dunkel- bis schwarzbraun mit grauen Basen. Der Bauch ist weiß. Bereits bei den Nestlingen ist der Schnabel auffallend seitlich abgeflacht und gewinkelt. Bei frisch geschlüpften Nestlingen ist er zunächst dunkel rötlichgrau. Kurz bevor die Nestlinge flügge werden, sind sowohl Ober- und Unterschnabel rötlichbraun mit einer dunkleren Basis. Der Schnabelwinkel ist gelb. Beine und Zehen sind gräulich Rosa. Die Schwimmhäute sind bei den Nestlingen zunächst fleischfarben. Sie werden mit zunehmendem Alter dunkler und gehen in Grau über. Die Iris ist bei den Nestlingen schwärzlich braun.

## Lautäußerungen
Die tiefen Rufe des Papageitauchers klingen wie „orr…o-o“ oder „arr…ha-ha“, sind in der Tonhöhe fallend oder steigend und ähneln so dem Knarren einer rostigen Türangel. Sie werden gelegentlich einzeln, meist aber mit kurzen Pausen dreimal hintereinander geäußert. Papageitaucher rufen häufig auf dem Wasser, aber auch in der Kolonie und in den Bruthöhlen.

## Verbreitung und Lebensraum

Verbreitungsgebiet des Papageitauchers

### Brutareal
Das Brutareal der Art umfasst die Küsten und vor allem Inseln des nördlichen Atlantiks sowie des westlichen Polarmeeres.
In der Nearktis brütet der Papageitaucher an der Atlantikküste Nordamerikas von Labrador bis Maine sowie auf Grönland. Die südlichsten Brutkolonien im Westatlantik finden sich im Golf von Maine etwa beim 43. nördlichen Breitengrad, die nördlichste findet sich auf Coburg Island in der Baffin Bay etwa in Höhe des 79. nördlichen Breitengrads.

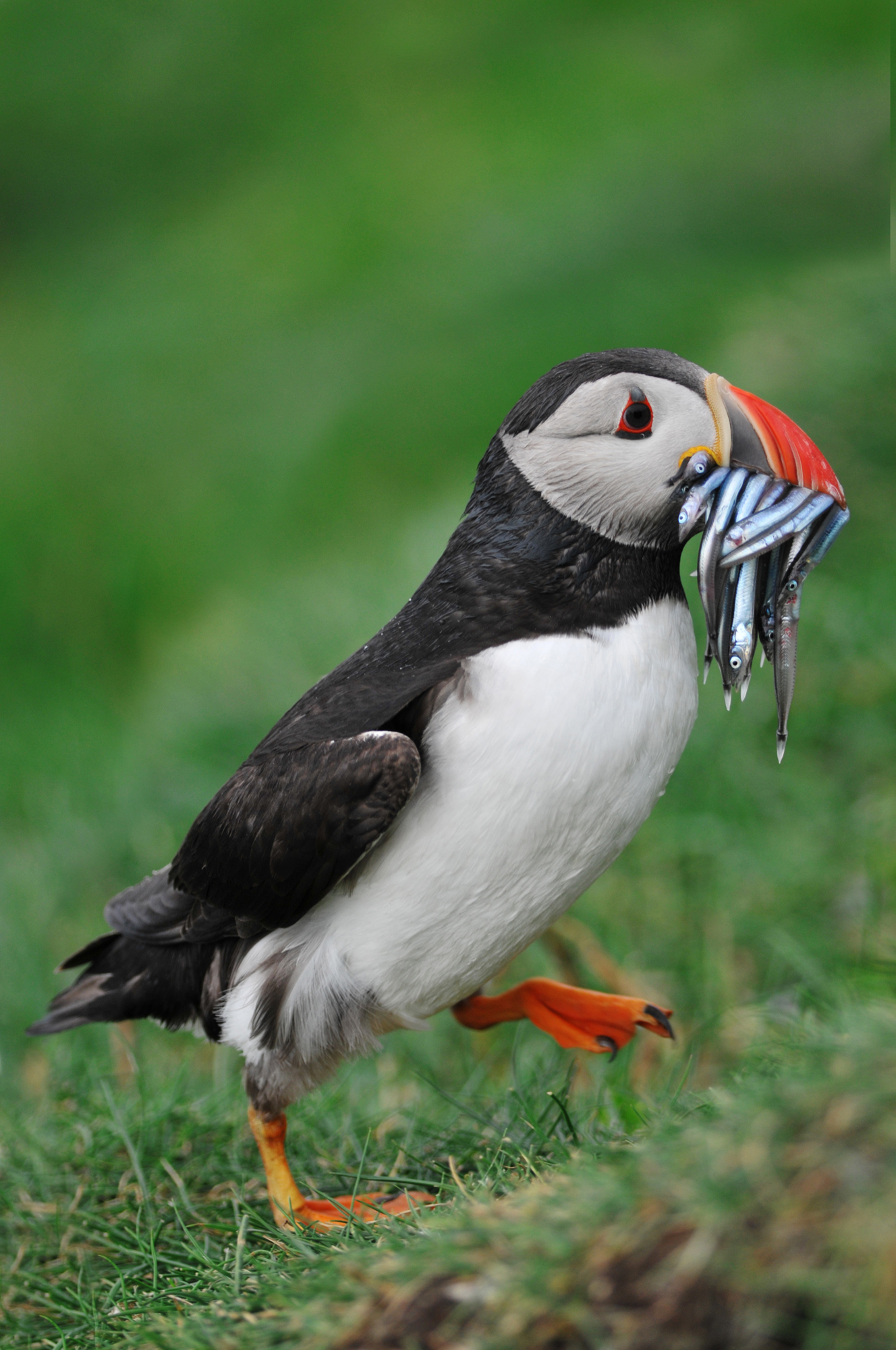
Papageitaucher einer Brutkolonie auf Mykines

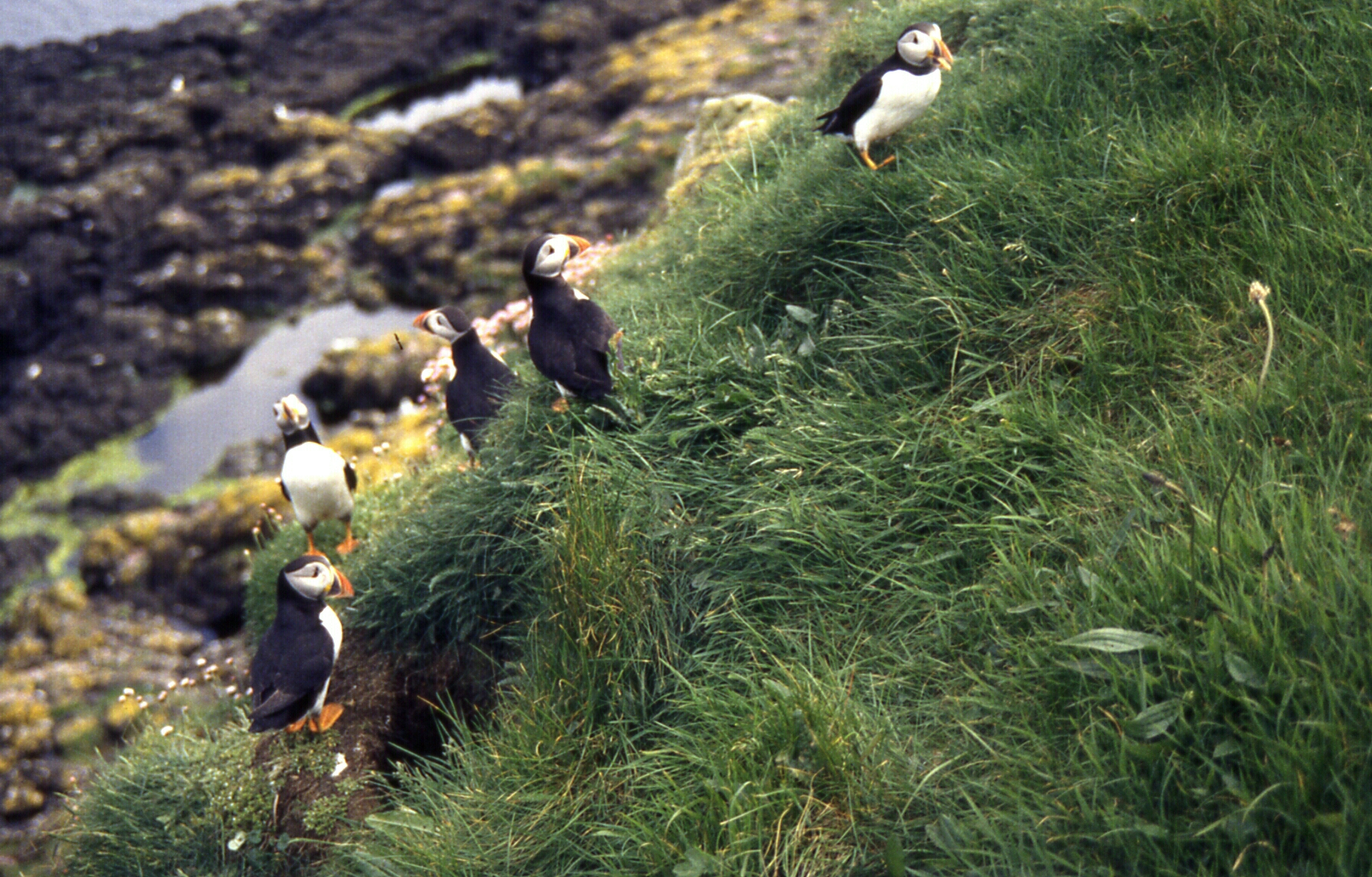
Papageitaucher (Puffins) auf Staffa

In Europa brütet die Art auf Island, Jan Mayen, Spitzbergen, der Bäreninsel und Nowaja Semlja, entlang der Murmanküste bis Süd-Norwegen, auf den Färöer-Inseln, in Großbritannien und Irland sowie lokal an der Küste Schwedens und der Bretagne. Im Ostatlantik befinden sich die Brutkolonien damit zwischen dem 50. und dem 80. nördlichen Breitengrad. Bis 1830 war die Art noch Brutvogel auf Helgoland.
Zur Brutzeit werden die Oberkanten oder Hänge grasbewachsener, steiler Klippen oder Geröll- oder Blockschutthalden an deren Fuß aufgesucht. Die besiedelten Klippenbereiche weisen meist eine mindestens 20 cm dicke, grabfähige Substratschicht auf, in der sich Höhlen befinden oder in der selbst Höhlen gegraben werden können. Außerhalb der Brutzeit sind Papageitaucher noch stärker an das offene Meer gebunden als die anderen europäischen Lummen und der Tordalk.

### Wanderungen
Außerhalb der Brutzeit, also von Ende August bis Anfang April, leben Papageitaucher ausschließlich pelagisch auf dem offenen Meer. Die Zugstrategien scheinen individuell und je nach Herkunft der Population sehr unterschiedlich zu sein; die Tiere sind Stand-, Strich- oder Zugvögel. Um mehr Details über die Aufenthalte von Papageitaucher zu erfahren, werden ihnen von Forschern sogenannte „geolocator“ an der Beringung angebracht. Diese winzigen Geräte zeichnen die Standortbestimmung auf, die im darauffolgenden Jahr, wenn der Vogel wieder aufgefunden wird, ausgelesen werden kann.
Papageitaucher verteilen sich offenbar weiträumig einzeln oder in kleinen Gruppen über den Atlantik, Konzentrationen in bestimmten Meeresregionen sind nicht bekannt. Da außerdem fast alle Wiederfunde beringter Vögel angeschwemmte und damit kranke oder tote Individuen betreffen, sind die Winterquartiere vieler Populationen bisher unbekannt. Insgesamt umfasst das Winterquartier offenbar den gesamten nördlichen Atlantik nach Süden bis Nordafrika, aber auch das westliche Mittelmeer. 
Isländische Vögel im ersten Lebensjahr wurden beispielsweise bisher ausschließlich an den Küsten Neufundlands gefunden, ziehen also offenbar nach Südwesten, weil die Winter dort mild sind. In Nordschottland beringte Vögel wurden überwiegend im nördlichen Atlantik und in der Nordsee wiedergefunden, die weitesten Wiederfundentfernungen betrafen Funde vor Neufundland, aus Südgrönland, Island, Sardinien, sowie Süd-Marokko und Algerien. Die Populationen, die im Westatlantik brüten, verbleiben offenbar ganzjährig in der Region ihres Brutareals und überwintern in der Region von der Neufundlandbank bis zur Georges Bank südlich von Nova Scotia. Papageitaucher, die im Nordosten der Britischen Inseln brüten, halten sich im Winterhalbjahr überwiegend in der Nordsee auf. Brutvögel der westlichen Britischen Inseln dagegen überwintern in der Bucht von Biscaya bis zum Mittelmeer.
Auch auf den Kanarischen Inseln ist der Papageitaucher ein seltener, wenn auch nicht ungewöhnlicher Gast. Im Januar 2023 wurden auffällig viele stark geschwächte Exemplare auf der Kanareninsel Fuerteventura gefunden.

## Ernährung

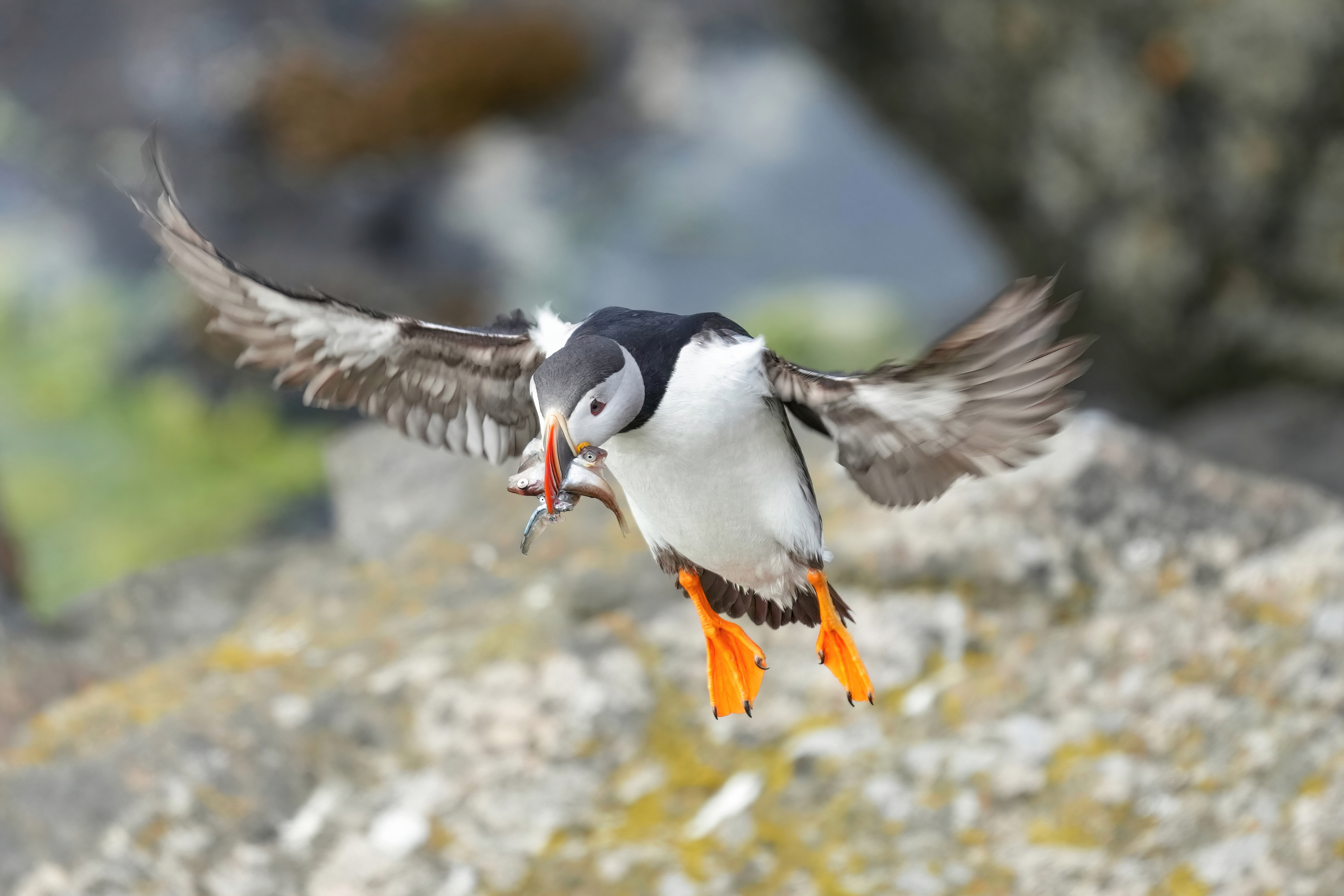
Adultes Tier mit Fischen im Schnabel

Hauptnahrung adulter Papageitaucher ist Fisch, im Winterhalbjahr können aber auch Vielborster und Krebstiere eine bedeutende Rolle bei der Ernährung spielen. Der Nahrungsbedarf adulter Vögel liegt bei etwa 80 bis 100 Gramm pro Tag. Im größten Teil des Verbreitungsgebietes bilden Fische die fast ausschließliche Nestlingsnahrung. Erbeutet werden die häufigen, tagsüber erreichbaren Schwarmfische, dies sind vor allem Sandaale (Ammodytidae), Sprotte, Lodde und Atlantischer Hering; seltener verschiedene Dorschartige, vor allem Pollack, Kabeljau, Wittling, Ciliata sp. und Gaidropsarus sp. Im Nordpolarmeer werden Vielborster und Krebstiere auch regelmäßig an die Nestlinge verfüttert.
Nahrung suchen die Vögel tauchend, unter Wasser bewegen sie sich mit den Flügeln vorwärts (flügeltauchend). Papageitaucher tragen die gefangenen Fische quer im Schnabel. Sie werden mit der Zunge gegen den Oberschnabel gedrückt, bis die ganze Schnabellänge mit Fisch gefüllt ist. Während der Brutzeit liegen die Nahrungsgründe der Papageitaucher in der Regel in Gewässern der Kontinentalschelfe und nicht mehr als zehn Kilometer von der Brutkolonie entfernt. Für Brutkolonien auf Neufundland wurden aber auch vereinzelt Papageitaucher nachgewiesen, die die Fische aus einer Entfernung von siebzig Kilometer herantrugen. Papageitaucher können bis zu siebzig Meter tauchen, finden jedoch gewöhnlich ihre Nahrung in geringeren Gewässertiefen. Bei zehn Papageitauchern, die vor der Küste Neufundlands über einen Zeitraum von 17 Tagen genauer untersucht wurden, wurden maximale Tauchtiefen von 40 bis 68 Meter, bei zehn Papageitauchern vor der norwegischen Küste dagegen maximale Tauchtiefen von 10 bis 45 Meter festgestellt. Bei Papageitauchern, die vor der schottischen Isle of May beobachtet wurden, waren die Tauchgänge in 80 % der Fälle kürzer als 39 Sekunden. Das Maximum betrug 115 Sekunden. Die Pausen zwischen den Tauchgängen sind in 95 % der Fälle kürzer als 20 Sekunden.

## Fortpflanzung

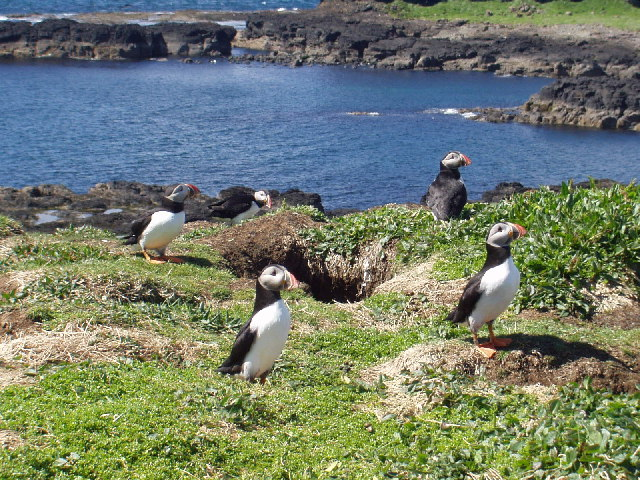
Papageitaucher vor Bruthöhlen

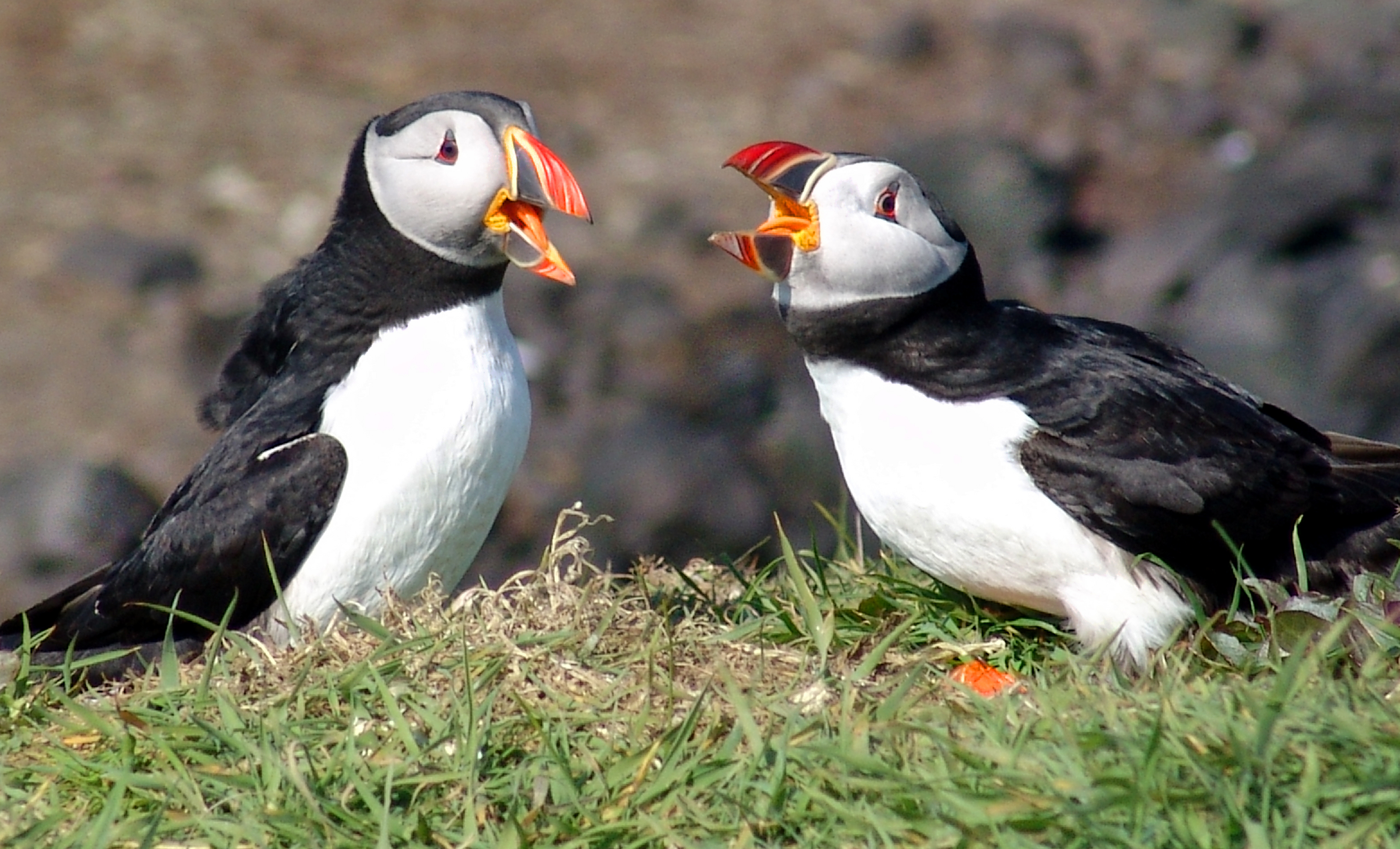
Rufende Papageitaucher in einer Kolonie

Papageitaucher brüten bevorzugt in sehr dichten Kolonien, so wurden auf Sule Skerry, eine der Orkney-Inseln, mindestens 47.000 besetzte Höhlen auf 5 ha, auf der norwegischen Insel Røst 352.000 Brutpaare auf 90 ha festgestellt.

### Balz und Höhlenbau
Die Ankunft in den Kolonien erfolgt in Westeuropa Anfang bis Mitte April, im Nordpolarmeer variiert die Ankunft durch die Abhängigkeit von der Schneeschmelze stark. Die Balz beginnt mit der Ankunft am Brutplatz, die Vögel kommen bereits verpaart dort an. Papageitaucher führen eine monogame Saisonehe, wobei der weit überwiegende Teil der Paare bereits im Vorjahr zusammen war. Kopulationen finden nur auf dem Wasser statt. Das Männchen fordert das Weibchen durch Hochwerfen des Kopfes und gleichzeitige „arr…“-Rufe zur Paarung auf. Paarungswillige Weibchen schwimmen mit erhobenem Kopf und drücken den Hinterkörper tiefer ins Wasser. Nach der Kopulation schwimmen die Partner langsam umeinander.
Zur Brut werden meist selbst gegrabene Höhlen benutzt. Seltener, aber je nach Lokalität mit stark variierendem Anteil werden auch Höhlen von Sturmtauchern oder Wildkaninchen übernommen. Bruten in horizontalen Felsspalten oder zwischen Geröll, wo nicht gegraben wird, kommen in Nordamerika offenbar häufiger, in Europa hingegen nur sehr selten vor. Nur die unmittelbare Umgebung des Höhleneingangs wird vom Männchen gegen Artgenossen verteidigt. Die Höhlen werden mit dem Schnabel gegraben, das lose Material wird mit den Füßen nach draußen befördert. Selbst gegrabene Höhlen sind im Normalfall maximal 0,75 bis 1,50 m lang, selten bis 3 m. Die Öffnung ist 30–40 cm weit, der Gang hat einen Durchmesser von etwa 12,5 cm und die Nestkammer einen Durchmesser von 30 bis 40 cm.

### Brut und Aufzucht der Jungvögel

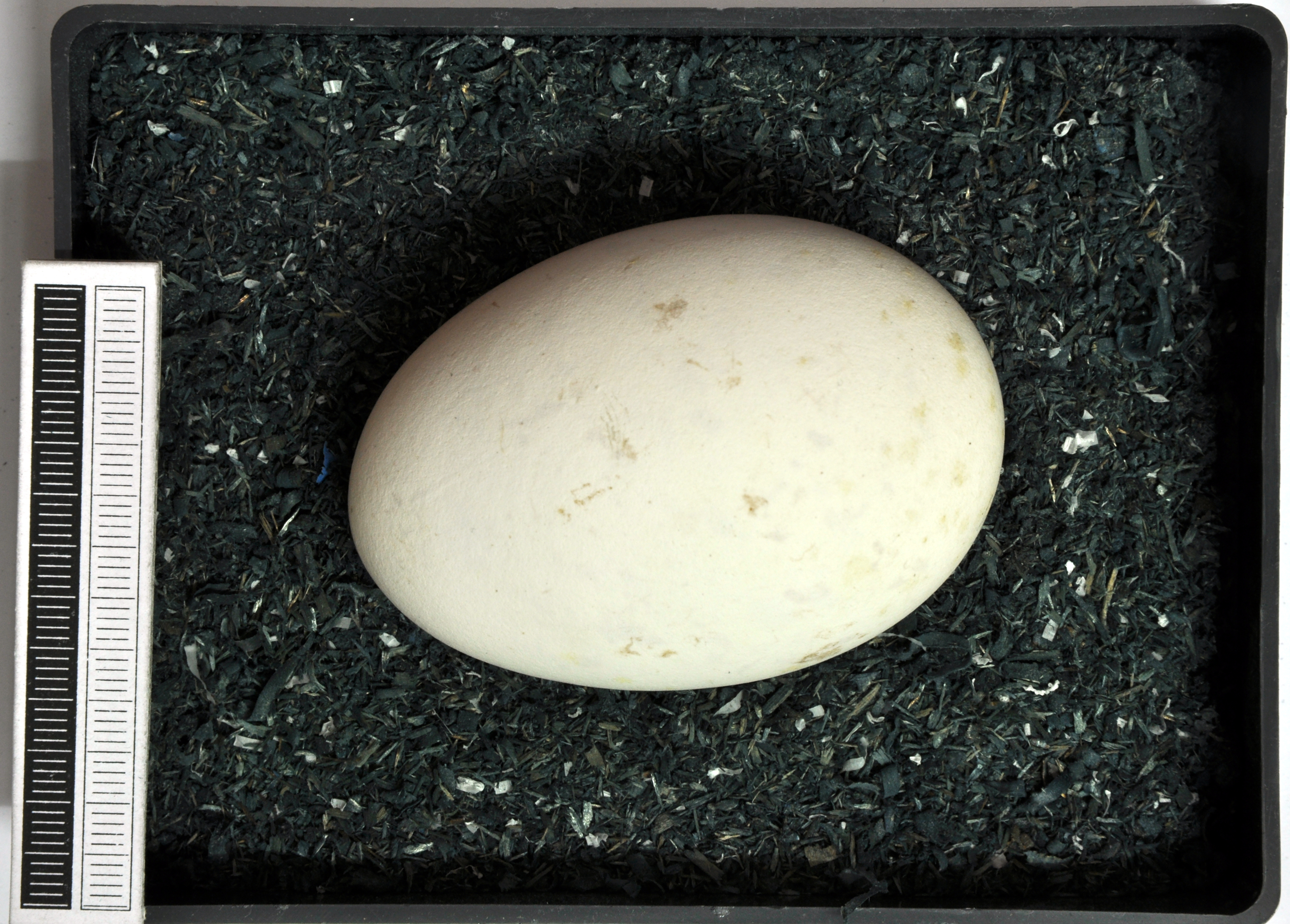
Ei (Sammlung Museum Wiesbaden)

Der Legebeginn variiert je nach geographischer Lage und Schneelage. An der Westküste Schottlands werden die ersten Eier frühestens in der zweiten Aprilwoche, in Mittelnorwegen im Normalfall frühestens Anfang Mai und meist erst Mitte Mai gelegt. Die Eier werden überwiegend auf den bloßen Höhlenboden oder auf eine dünne Schicht aus Federn, Pflanzenteilen und Seetang gelegt. Die Eier sind schmutzig weiß bis grauweiß und sehr spärlich hellbraun und violett gestrichelt und gefleckt. Eier aus Großbritannien messen im Mittel 60,8 mm × 42,3 mm, Eier von der Murmanküste im Mittel 63,7 mm × 44,4 mm. Die Eier wiegen im Mittel etwa 65 g. Das Gelege besteht nur aus einem Ei, die Brutzeit beträgt 35 bis 38 Tage.

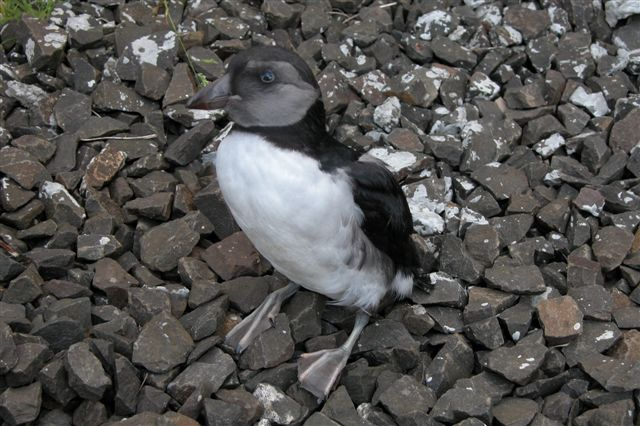
Eben flügger Papageitaucher

Beide Partner brüten, hudern und füttern etwa zu gleichen Teilen. Das Futter wird den Nestlingen vorgehalten oder in der Nesthöhle fallen gelassen. Im Gegensatz zu allen anderen Vertretern der Familie Alcidae finden die Nestlinge Nahrung auf dem Boden auch im Dunkeln. Hierzu tasten die Nestlinge den Boden in ihrer Umgebung mit dem Schnabel ab, sobald sie nach dem Schlupf getrocknet sind. Ab einem Alter von 5 Tagen laufen die Jungvögel dabei auch vorwärts. Das Futtersuchverhalten wird im Alter von ein bis drei Tagen durch Berührungen des Schnabels, durch eine plötzliche Aufhellung der Höhle oder durch Lautäußerungen der Elterntiere ausgelöst, später suchen die Nestlinge auch spontan.
Die Nestlingsdauer ist abhängig von der Nahrungssituation. Gut ernährte Jungvögel fliegen nach 37 bis 41 Tagen aus, schlecht ernährte nach 46 bis 54 Tagen. Wenige Tage vor dem Ausfliegen verlassen die Jungvögel nach Einbruch der Dunkelheit die Höhle, um das Fliegen zu trainieren. Diese Ausflüge erfolgen bis zu zehnmal pro Nacht und dauern meist nur maximal zwei Minuten. Die Jungvögel entfernen sich dabei höchstens 15 bis 20 m von der Höhle. Das endgültige Ausfliegen erfolgt selbständig, gut ernährte Jungvögel fliegen zum Meer, schlechter ernährte laufen oder springen hangabwärts. Sobald das Meer erreicht ist, schwimmen die Jungvögel selbständig auf das Meer hinaus und kommen nicht wieder zur Kolonie zurück. Die Altvögel suchen die Kolonie noch bis zu drei Wochen nach dem Ausfliegen des Jungvogels auf.

## Bestand und Gefährdung

Auch der Temperaturanstieg in den Ozeanen wirkt sich negativ auf die Entwicklung des Bestandes aus. (Wassertemperaturen in blau, Temperaturen an Land rot)

Nach Angaben des IUCN sinkt der weltweite Bestand der Papageientaucher und wurde, im Jahr 2018, auf 12 bis 14 Millionen Tiere geschätzt. Während früher über die Gründe spekuliert wurde, konnten diese in der Zwischenzeit ermittelt werden. Sowohl die Anzahl der Brutpaare und deren Fortpflanzungserfolge nehmen rapide ab, was unter anderem an der menschlichen Nutzung der küstennahen Gewässer für Fischerei und Offshore-Windparks liegt, sowie der zunehmenden Bebauung der Küstenregionen, Tourismus und punktuell auch immer noch der Bejagung durch Menschen geschuldet ist.
Zusätzlich spielen die Erwärmung der Meere und die Zunahme von extremen Wetterereignissen (wie Stürmen) durch den Klimawandel und die Verschmutzung der Ozeane eine Rolle. Hinzu kommen Bedrohungen durch eingeschleppte Tierarten (Neobiota), so dass sie trotz der aktuellen Bestandsgröße auf der roten Liste gefährdeter Arten als gefährdet eingestuft werden.
Laut BirdLife International lebten in Europa, zwischen 1990 und 2003, zwischen 5,7 und 7,3 Millionen Paare. Den mit Abstand größten Bestand hat Island mit allein 3 bis 4 Millionen Paaren. Große Populationen leben außerdem in Norwegen mit 1,5 bis 2 Millionen Paaren, in Großbritannien mit 621.000 und auf den Färöern mit 550.000 Paaren.
Zwischen 1900 und etwa 1950 wuchs die Population in Großbritannien noch und blieb danach lange stabil. Die nachfolgende Entwicklung war in verschiedenen Regionen sehr uneinheitlich. Auf der Isle of May nahm der Bestand zwischen 1973 und 1981 noch um fast 20 Prozent pro Jahr zu. Danach wurde der Bestandszuwachs abrupt erheblich langsamer und blieb, zwischen 1985 und 1991, unverändert. Hingegen wurde in einer Kolonie auf St. Kilda eine starke Bestandsabnahme von 29.600 besetzten Höhlen im Jahr 1987 auf 19.000 im Jahr 1990 festgestellt.

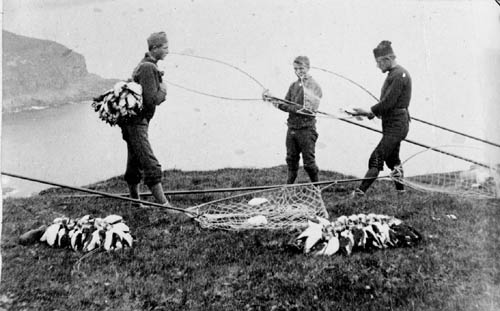
Jagd auf Papageientaucher, 1890er Jahre

Auf den Farne-Inseln vor Northumberland wurden im Jahr 1969 bei der ersten gründlichen Erfassung 6.800 besetzte Höhlen gefunden, bis 2003 hatte sich der Bestand auf rund 55.700 besetzte Höhlen vergrößert. Im Jahr 2008 wurde bei einer erneuten Erfassung der Population nur noch 36.500 Paare gezählt, was einem Einbruch um ein Drittel entspricht. Der Gründe für diesen Rückgang konnten jedoch nicht klar nachvollzogen werden. Die Brutkolonien auf Lundy und Ailsa Craig, die beide zu den Britischen Inseln gehören, verzeichneten einen deutlichen Bestandseinbruch, nachdem dort Ratten eingeführt wurden.

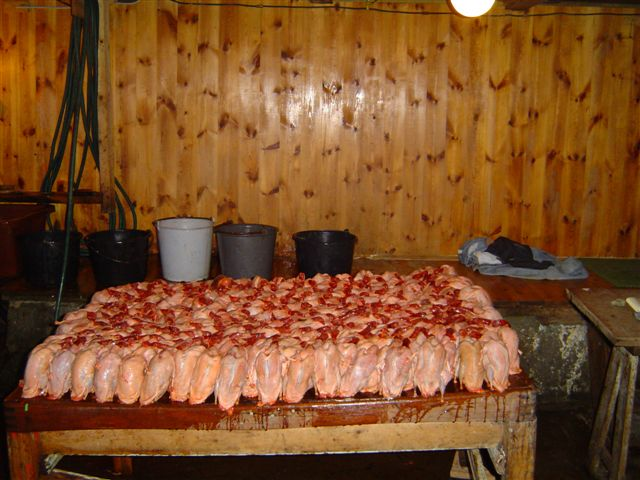
Zum Verzehr vorgesehene Papageientaucher auf Stóra Dímun

Auf Island und den Färöern wurden Papageitaucher von der Bevölkerung in großem Umfang gefangen und gegessen. Anfang des 20. Jahrhunderts wurden auf den Färöern jährlich etwa 270.000 Vögel gefangen, in den 1970er Jahren immer noch rund 100.000 pro Jahr. Papageientaucher wurden gefangen und entweder frisch gegessen, oder haltbar gemacht, indem sie Salzlake eingelegt, oder geräuchert und getrocknet wurden. Ihre Federn wurden als Einstreu verwendet und auch ihre Eier wurden gegessen, allerdings nicht in demselben Ausmaß wie die einiger anderer Seevögel, da sie schwieriger aus dem Nest zu holen sind. In den meisten Ländern sind Papageientaucher heute gesetzlich geschützt, und in den Ländern, in denen die Jagd noch erlaubt ist, wurden Gesetze erlassen, um Wilderei zu verhindern.
Aktuell werden auf Island zwar noch Tiere gefangen, jedoch nehmen viele Isländer Abstand vom Vogelfleisch und dessen Konsum ist eher die Ausnahme als die Regel. Bei der überwiegenden Zahl der gefangenen Tiere handelt es sich um Jungvögel, der Einfluss auf die Bestandsgröße ist daher zumindest in vitalen Kolonien offenbar sehr gering. 
Die Bestandsrückgänge auf Inseln vor der bretonischen Küste, im Sankt-Lorenz-Golf und im Golf von Maine werden jedoch mit Sicherheit auf eine Übernutzung der Brutkolonien durch den Menschen zurückgeführt.
Gebietsweise seit Mitte der 1980er Jahre, teils aber auch erst seit den 2010er Jahren wird ein starker Rückgang vieler lokaler Populationen auf Island und anderen Kolonien im Nordatlantik beobachtet, der möglicherweise mit dem sich verändernden Nahrungsnetz des Atlantiks zusammenhängt.
Nachdem der Papageitaucher jahrelang als Least Concern (nicht gefährdet) geführt worden war, wurde er 2015 von der IUCN gleich um zwei Schritte auf Vulnerable (gefährdet) hochgestuft.
Nach dem im Mai 2023 verzeichneten dramatischen Rückgang der Population auf Island wurde im Oktober desselben Jahres vom South Iceland's Nature Centre dennoch ein nationales Jagdverbot vorgeschlagen; das System der Jagderlaubnisse sei gescheitert.